# 坂本コウルド
坂本 コウルド（さかもと コウルド、1985年7月1日 - ）は、日本の俳優、モデルである。占い師としても活動。東京都出身。血液型はA型。かつては麗タレントプロモーションに所属していたが現在はフリーで活動している。身長180cm

## 主な出演作品

### 映画
- スペシャルアクターズ - 刑事 役